# Kanton Metzervisse
Kanton Metzervisse (fr. Canton de Metzervisse) je francouzský kanton v departementu Moselle v regionu Grand Est. Tvoří ho 27 obcí.

## Obce kantonu
- Aboncourt
- Basse-Ham
- Bertrange
- Bettelainville
- Bousse
- Buding
- Budling
- Distroff
- Elzange
- Guénange
- Hombourg-Budange
- Inglange
- Kédange-sur-Canner
- Kemplich
- Klang
- Kœnigsmacker
- Kuntzig
- Luttange
- Metzeresche
- Metzervisse
- Monneren
- Oudrenne
- Rurange-lès-Thionville
- Stuckange
- Valmestroff
- Veckring
- Volstroff